# Qui vive de la Tour
Qui vive de la Tour (née le 24 avril 2004) est une jument alezane du stud-book Selle français, montée en saut d'obstacles par les cavaliers suisses Arthur da Silva, Steve Guerdat, et Denise Pfenninger. C'est une fille de l'étalon Helios de la Cour II.

## Histoire

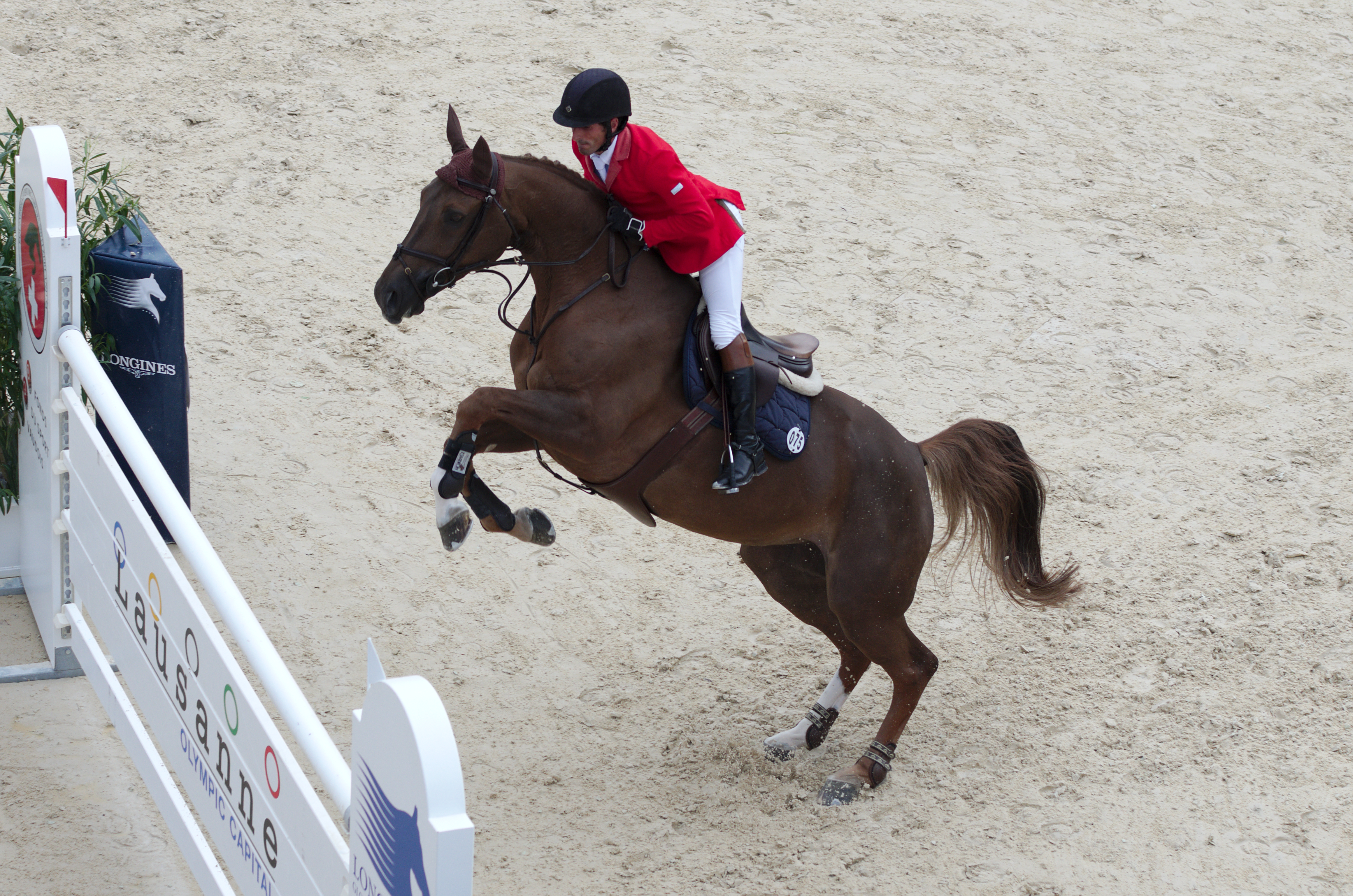
Qui vive de la Tour montée par Arthur da Silva pendant l'étape Global Champions Tour de Lausanne en 2013.

Elle naît le 24 avril 2004 à l'élevage d'Alain Calais, à Nielles-lès-Calais dans le Pas-de-Calais, en France,. 
Qui vive de la Tour se classe « Excellent » durant la finale française des jeunes chevaux d'obstacle de 4 ans.
En juillet 2013, associée au cavalier suisse d'origine brésilienne Arthur da Silva, la jument décroche le prix de l'Aletti Palace au CSI3* de Vichy, au terme d'un barrage sans fautes et avec une grande sérénité sur les gros obstacles tels que les oxers,.
Le célèbre cavalier Steve Guerdat récupère ensuite la jument, et la monte notamment sur le Z-tour en avril 2014, perdant du temps et finissant 4e en raison des ruades décochées par l'alezane durant son parcours. Il monte aussi Qui vive de la Tour pour sa première participation au CHIO d'Aix-la-Chapelle en juillet 2014, sur l'épreuve « Stawag ». Le couple remporte cette dernière épreuve, qui se court sur 1,45 m, ainsi qu'une seconde, en deux manches, sur la même hauteur d'obstacles.

## Description
Qui vive de la Tour est une jument de robe alezane, inscrite au stud-book du Selle français. 

## Palmarès
Qui vive de la Tour atteint un indice de saut d'obstacles (ISO) de 161 en 2014.
- Mars 2015 : 4e du Grand Prix du CSI1* de Mijas, à 1,30 m, avec Denise Pfenninger[1].
- Juillet 2014 : Seconde du Best of Champions à 1,45 m, au CSIO5* d'Aix-la-Chapelle, avec Steve Guerdat[1]

## Origines
Qui vive de la Tour est une fille de l'étalon Selle français Helios de la Cour II et de la jument Delphe III, par l'Anglo-arabe Rif du Crock. C'est un Selle français originel (section A), ce qui signifie qu'elle ne compte pas de croisements étrangers dans son pedigree. Elle compte 40 % d'origines Pur-sang, 12 % d'Anglo-arabe et 3 % d'Arabe.